# Grand Prix Španělska 1978
Grand Prix Španělska 1978 (oficiálně XXIV Gran Premio de España) se jela na okruhu Circuito del Jarama v Madridu ve Španělsku dne 4. června 1978. Závod byl sedmým v pořadí v sezóně 1978 šampionátu Formule 1.

## Závod
| Poř.   | No. | Jezdec                | Konstruktér        | Počet kol | Čas/Odstoupení   | Pořadí na startu | Body |
| ------ | --- | --------------------- | ------------------ | --------- | ---------------- | ---------------- | ---- |
| 1      | 5   | Mario Andretti        | Lotus-Ford         | 75        | 1:41:47.06       | 1                | 9    |
| 2      | 6   | Ronnie Peterson       | Lotus-Ford         | 75        | + 19.56          | 2                | 6    |
| 3      | 26  | Jacques Laffite       | Ligier-Matra       | 75        | + 37.24          | 10               | 4    |
| 4      | 20  | Jody Scheckter        | Wolf-Ford          | 75        | + 1:00.06        | 9                | 3    |
| 5      | 2   | John Watson           | Brabham-Alfa Romeo | 75        | + 1:05.93        | 7                | 2    |
| 6      | 7   | James Hunt            | McLaren-Ford       | 74        | + 1 kolo         | 4                | 1    |
| 7      | 19  | Vittorio Brambilla    | Surtees-Ford       | 74        | + 1 kolo         | 16               |      |
| 8      | 27  | Alan Jones            | Williams-Ford      | 74        | + 1 kolo         | 18               |      |
| 9      | 9   | Jochen Mass           | ATS-Ford           | 74        | + 1 kolo         | 17               |      |
| 10     | 12  | Gilles Villeneuve     | Ferrari            | 74        | + 1 kolo         | 5                |      |
| 11     | 18  | Rupert Keegan         | Surtees-Ford       | 73        | + 2 kola         | 23               |      |
| 12     | 3   | Didier Pironi         | Tyrrell-Ford       | 71        | + 4 kola         | 13               |      |
| 13     | 15  | Jean-Pierre Jabouille | Renault            | 71        | + 4 kola         | 11               |      |
| 14     | 36  | Rolf Stommelen        | Arrows-Ford        | 71        | + 4 kola         | 19               |      |
| 15     | 17  | Clay Regazzoni        | Shadow-Ford        | 67        | Palivové potrubí | 22               |      |
| Ret    | 22  | Jacky Ickx            | Ensign-Ford        | 64        | Motor            | 21               |      |
| Ret    | 14  | Emerson Fittipaldi    | Fittipaldi-Ford    | 62        | Klapka           | 15               |      |
| Ret    | 11  | Carlos Reutemann      | Ferrari            | 57        | Nehoda           | 3                |      |
| Ret    | 1   | Niki Lauda            | Brabham-Alfa Romeo | 56        | Motor            | 6                |      |
| Ret    | 4   | Patrick Depailler     | Tyrrell-Ford       | 51        | Motor            | 12               |      |
| Ret    | 16  | Hans-Joachim Stuck    | Shadow-Ford        | 45        | Zavěšení         | 24               |      |
| Ret    | 35  | Riccardo Patrese      | Arrows-Ford        | 21        | Motor            | 8                |      |
| Ret    | 25  | Héctor Rebaque        | Lotus-Ford         | 21        | Výfuk            | 20               |      |
| Ret    | 8   | Patrick Tambay        | McLaren-Ford       | 16        | Smyk             | 14               |      |
| DNQ    | 37  | Arturo Merzario       | Merzario-Ford      |           |                  |                  |      |
| DNQ    | 30  | Brett Lunger          | McLaren-Ford       |           |                  |                  |      |
| DNQ    | 28  | Emilio de Villota     | McLaren-Ford       |           |                  |                  |      |
| DNQ    | 10  | Alberto Colombo       | ATS-Ford           |           |                  |                  |      |
| DNPQ   | 32  | Keke Rosberg          | Theodore-Ford      |           |                  |                  |      |
| Zdroj: |     |                       |                    |           |                  |                  |      |

## Průběžné pořadí po závodě
Pohár jezdců
| Pořadí | Jezdec            | Body |
| ------ | ----------------- | ---- |
| 1      | Mario Andretti    | 36   |
| 2      | Ronnie Peterson   | 26   |
| 3      | Patrick Depailler | 23   |
| 4      | Carlos Reutemann  | 22   |
| 5      | Niki Lauda        | 16   |
| Zdroj: |                   |      |

Pohár konstruktérů
| Pořadí | Konstruktér        | Body |
| ------ | ------------------ | ---- |
| 1      | Lotus-Ford         | 45   |
| 2      | Tyrrell-Ford       | 25   |
| 3      | Ferrari            | 22   |
| 4      | Brabham-Alfa Romeo | 22   |
| 5      | Ligier-Matra       | 10   |
| Zdroj: |                    |      |